# امبوهیپیهانانا، امبوتولامپی
امبوهیپیهانانا، امبوتولامپی (به لاتین: Ambohipihaonana, Ambatolampy) یک سکونتگاه مسکونی در ماداگاسکار است که در واکینانکاراترا واقع شده‌است.

## خصوصیات
امبوهیپیهانانا ۱۷٬۰۰۰ نفر جمعیت دارد و ۱٬۵۷۷ متر بالاتر از سطح دریا واقع شده‌است.